# Оришка
Оришка — річка в Україні, яка протікає в межах Чортківського району Тернопільської області. Права притока річки Нічлавки з басейну Дністра.
Джерело знаходиться поблизу села Оришківці. Довжина 6,14 км. Впадає до Нічлавки між селами Теклівка та Гадинківці.
Назва, за легендою, походить від жіночого імені Орися (одна з народних форм імені Ірина).